# Операція «Дуб»
Операція «Дуб» (нім. Unternehmen Eiche) — кодове найменування спеціальної операції з порятунку заарештованого колишнього диктатора Італії Беніто Муссоліні, що проводилася 12 вересня 1943 року силами німецького спеціального парашутного підрозділу на чолі з майором О.-Г. Морсом та командос Ваффен-СС СС-гауптштурмфюрера О.Скорцені під час Другої світової війни. Виконання завдання операції було санкційоване особисто А.Гітлером та підготовлено генералом К. Штудентом.

## Історія

### Передумови

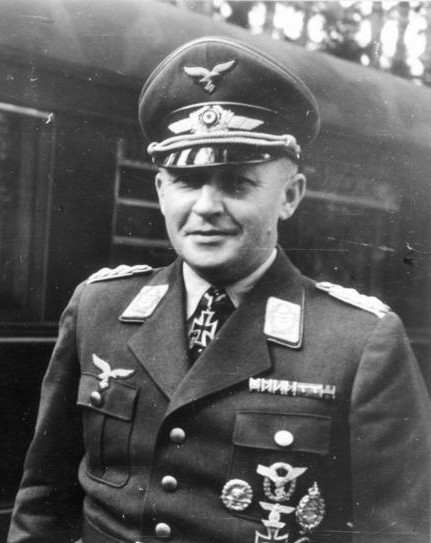
Генерал парашутних військ Курт Штудент

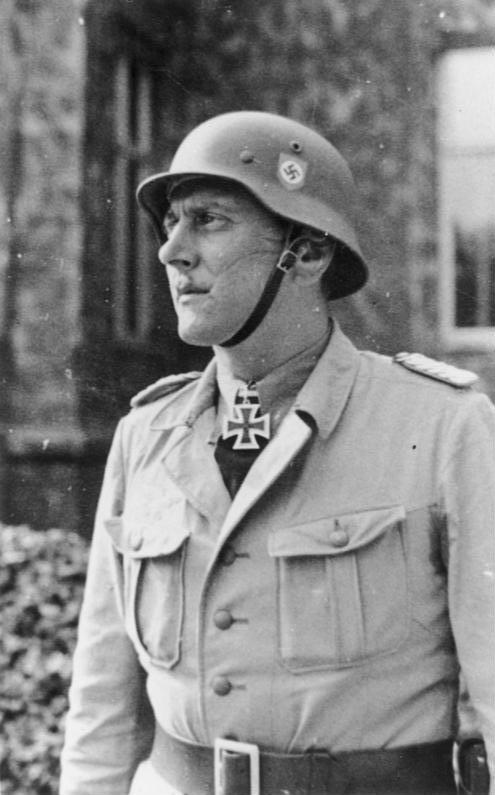
СС-гауптштурмфюрер Отто Скорцені

У ніч з 24 на 25 липня 1943 року через декілька тижнів після висадки союзників на Сицилії, в результаті змови вищого військового і політичного керівництва Великої фашистської ради і при особистому схвалення короля Віктора Еммануїла III прем'єр-міністр і дуче Беніто Муссоліні був знятий з посади і заарештований новим урядом маршала Бадольйо.
Через побоювання нового італійського уряду, що Гітлер або місцеві італійські фашисти спробують визволити дуче, Б.Муссоліні неодноразово перевозився з місця на місце (спочатку на острів Понца, потім на острів Ла-Маддалени — невеликі острови в Тірренському морі). Нарешті 28 серпня він був доставлений у важкодоступне місце у високогірній місцевості Гран-Сассо в серединної Італії до готелю Campo Imperatore. Проте, головний союзник Муссоліні, Гітлер відразу після звістки про арешт свого колеги доручив ОКВ розробку і проведення спецоперації з пошуку і звільнення дуче. Керівником Головного управління імперської безпеки СС-обергрупенфюрером Е. Кальтенбруннером очолити операцію було наказано СС-гауптштурмфюреру Отто Скорцені, добре обізнаному з місцевістю Італії.

### Пошуки
Після тривалих та наполегливих пошуків, Скорцені отримав радіоперехоплення з інформацією про ймовірне місце перебування італійського диктатора. Використовуючи своїх агентів та підкуплених інформаторів (на здобуття інформації про Б.Муссоліні есесівці витратили £100 000 фальшивих фунтів стерлінгів, виготовлених за програмою «Бернгард», голова римського відділення поліції безпеки СД СС-оберштурмбаннфюрер Г.Капплер зібрав розвідувальні дані про реальне місце, де переховують знятого голову фашистської Італії. Їм виявився високогірний лижний курортний готель Campo Imperatore у гірському масиві Гран-Сассо в Центральних Апеннінах.

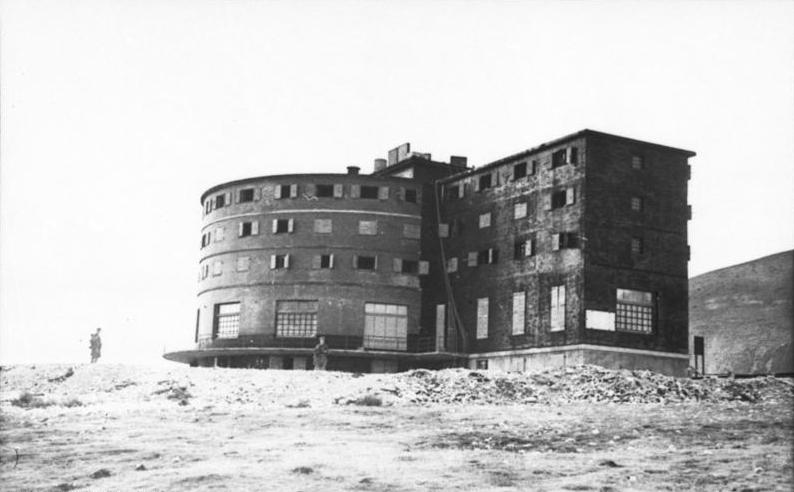
Готель Campo Imperatore. Вересень 1943

Для проведення операції німці виділили 12 транспортних планерів DFS 230 C-1 з аеродромів у Південній Франції (ця модель була оснащена носовими ракетами, завдяки яким при посадці планер проходив гальмівний шлях всього 15 метрів, що було дуже в пригоді в гірських умовах), кожен з яких міг перевозити 9 озброєних десантників.
До складу штурмової групи увійшло 120 осіб — СС-гауптштурмфюрер О.Скорцені, його 17 диверсантів-есесівців, італійський генерал Ф. Солеті, який мав віддати наказ командиру карабінерів скласти зброю, 90 парашутистів і 12 пілотів (крім них були сформовані ще два загони — один повинен був захопити станцію фунікулера в долині, а другий — звільнити сім'ю Муссоліні, яку новий уряд тримав під домашнім арештом).

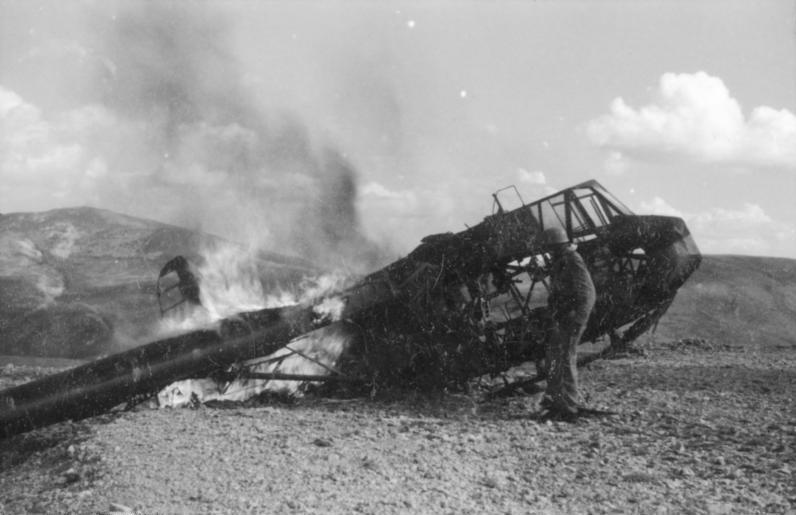
Пошкоджений при посадці планер DFS 230 C-1. Операція «Дуб». 12 вересня 1943

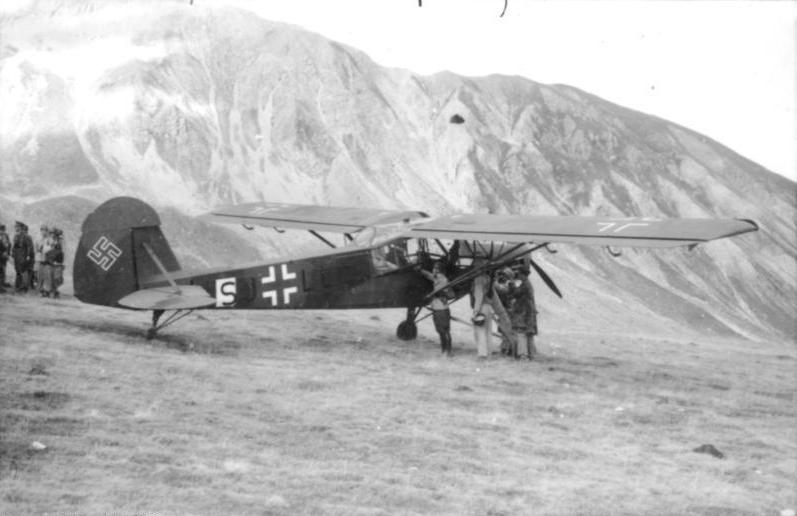
Літак зв'язку Fi 156 «Шторьх» на якому евакуювали Б.Муссоліні. Операція «Дуб». 12 вересня 1943

### Операція
О 14:00 12 вересня 1943 року планерами DFS 230 розпочалась висадка 82 десантників штабної роти, 1-ї та 2-ї рот навчального парашутного батальйону 2-ї парашутної дивізії під командуванням майора Гаральда-Освальда Морса, якому генерал Штудент доручив проведення операції, а також есесівців. Під час приземлення один планер розбився, усі на борту дістали поранення. Десантна група швидко захопила станцію канатної дороги, яка веде до готелю поблизу містечка Ассержі. Безпосередньо перед цим німецькі підрозділи перерізали всі телефонні лінії, що ведуть до станції.
Після приземлення на схилі гори важких планерів десантники, не гаючи часу, штурмували готель. Італійський генерал Ф. Солеті криками заборонив охоронцям Муссоліні стріляти, погрожуючи смертною карою за зраду, тому італійська охорона з 200 карабінерів практично не чинила опір; загинуло тільки 2 італійські кулеметники, що відкрили вогонь по німцях.
О. Скорцені у супроводі есесівців увійшов до кімнати, де утримувався Беніто Муссоліні, та привітав його словами: «Дуче, фюрер прислав мене, щоб визволити вас!», на що Муссоліні відповів: «Я знав, що мій друг ніколи не зрадить мене».
Вже о 14:45 керівник операцією майор Г. Морс прибув канатною дорогою до готелю, слідом за чим визволений дуче повинен був один полетіти на одному з літаків зв'язку Fi 156 «Шторьх» у безпечне місце. Однак, Скорцені наполіг на тому, що полетить разом з італійським диктатором на одному літаку — в горах і при наявних злітних умовах двомісний «Фізелер» виявився перевантажений, коли в нього сіли три людини. З певними труднощами гауптман Герлах, особистий пілот генерала Штудента, зумів доставити обох пасажирів на розташований у 30 км на південь від Риму аеродром Пратика-ді-Маре, де вони приземлилися о 15:38.

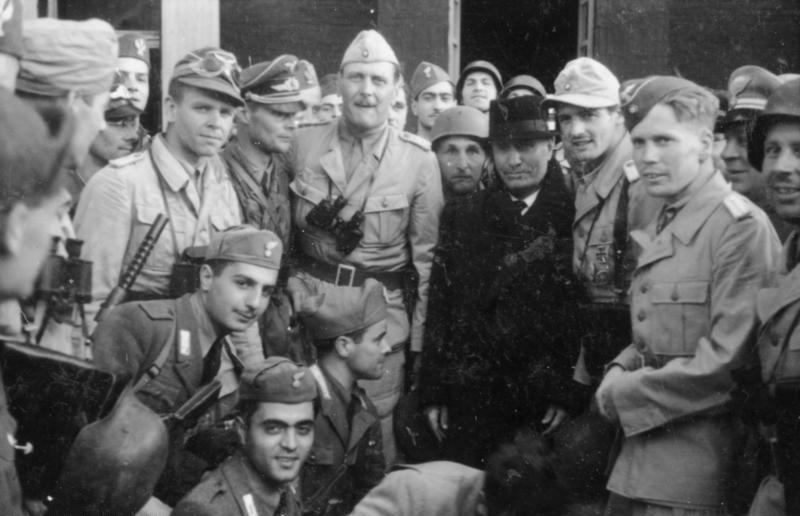
Беніто Муссоліні з Отто Скорцені та німецькими й італійськими солдатами біля готелю. Операція «Дуб». 12 вересня 1943

Звідти Муссоліні негайно вилетів на німецькому He 111 до Відня, де він переночував в готелі «Імперіал» і наступного дня був доставлений у Мюнхен. 14 вересня о 14:30 він зустрівся з Гітлером у штаб-квартирі фюрера в Растенбурзі.
Десантники та солдати СС, що залишились на Гран-Сассо, зібрали речі Муссоліні (в тому числі й знамениті щоденники дуче) і до 19.00 по канатній дорозі перебралися на нижню станцію дороги. Майор Г. Морс, який прийняв командування, розпорядився заночувати біля станції, попри явну небезпеку нападу італійців. Вранці 13 вересня німці знялися з табору і попрямували у Фраскаті, несучи з собою 10 поранених.

### Наслідки
Після доповіді про завершення операції А.Гітлер особисто зателефонував О. Скорцені, сказавши, що той зі своїми людьми здійснив справжній подвиг, і що він за успішне проведення операції з порятунку Муссоліні був підвищений у наступний військовий чин, СС-штурмбанфюрера (502-й єгерський батальйон СС) та нагороджений Залізним хрестом I класу і Лицарським хрестом Залізного хреста. Вранці 13 вересня Отто Скорцені прокинувся знаменитим — всі німецькі радіостанції та газети трубили про його успіх: в одну мить він став «найнебезпечнішою людиною в Європі».
Всі учасники операції також були відзначені високими нагородами.